# 賓尼維爾 (印地安納州)
賓尼維爾（英語：Pennyville）是位於美國印地安納州戴維斯縣的一個非建制地區。該地的面積和人口皆未知。

## 地理
賓尼維爾的座標為38°33′14″N 87°00′29″W / 38.55389°N 87.00806°W，而該地的平均海拔高度為164米（即538英尺）。